# Större ökenlöpare
Större ökenlöpare (Rhinoptilus chalcopterus) är en afrikansk fågel i familjen vadarsvalor inom ordningen vadarfåglar.

## Utseende och läten
Större ökenlöpare är som namnet antyder störst bland ökenlöparna med en kroppslängd på 25–29 cm. Den har tydlig ansiktsteckning runt ett stort, mörkt öga, två bröstband (det övre brett, det undre smalt) och matt purpurröda ben. Violetta spetsar på handpennorna som gett arten dess vetenskapliga namn är svåra att se i fält. I flykten syns ett brett, vitt band över undersidan av vingen med gräddfärgade täckare och svart på handpennor och vingbakkant. Lätet är ett sorgesamt läte rätt lik tjockfotarnas, först en böjd ton följt av tre toner som övergår i varandra.

## Utbredning och systematik
Större ökenlöpare förekommer i öppna skogar i Afrika söder om Sahara. Den behandlas som monotypisk, det vill säga att den inte delas in i några underarter.

## Levnadssätt
Större ökenlöpare hittas i savann och öppen skogsmark, som miombo eller så kallad guineasavann, torra marker med cirka två meter högt gräs och grupper av mest låga och färre högre lövfällande träd. Fågeln är nattlevande och tillbringar dagen genpm att vila under en tät buske.

## Status
Arten har ett stort utbredningsområde och internationella naturvårdsunionen IUCN kategoriserar arten som livskraftig. Beståndsutvecklingen är dock oklar. Världspopulationen uppskattas till mellan 35 000 och 1 030 000 adulta individer.